# Torrent del Vinyot
El Torrent del Vinyot és un afluent esquerra del Fluvià. Neix al Pla de Can Duran al nord de Tortellà i desemboca al Fluvià a Argelaguer avall de la Resclosa del Molí. És un curs d'aigua torrencial amb una avinguda important que travessa un paisatge que alterna camps amb zones boscoses.

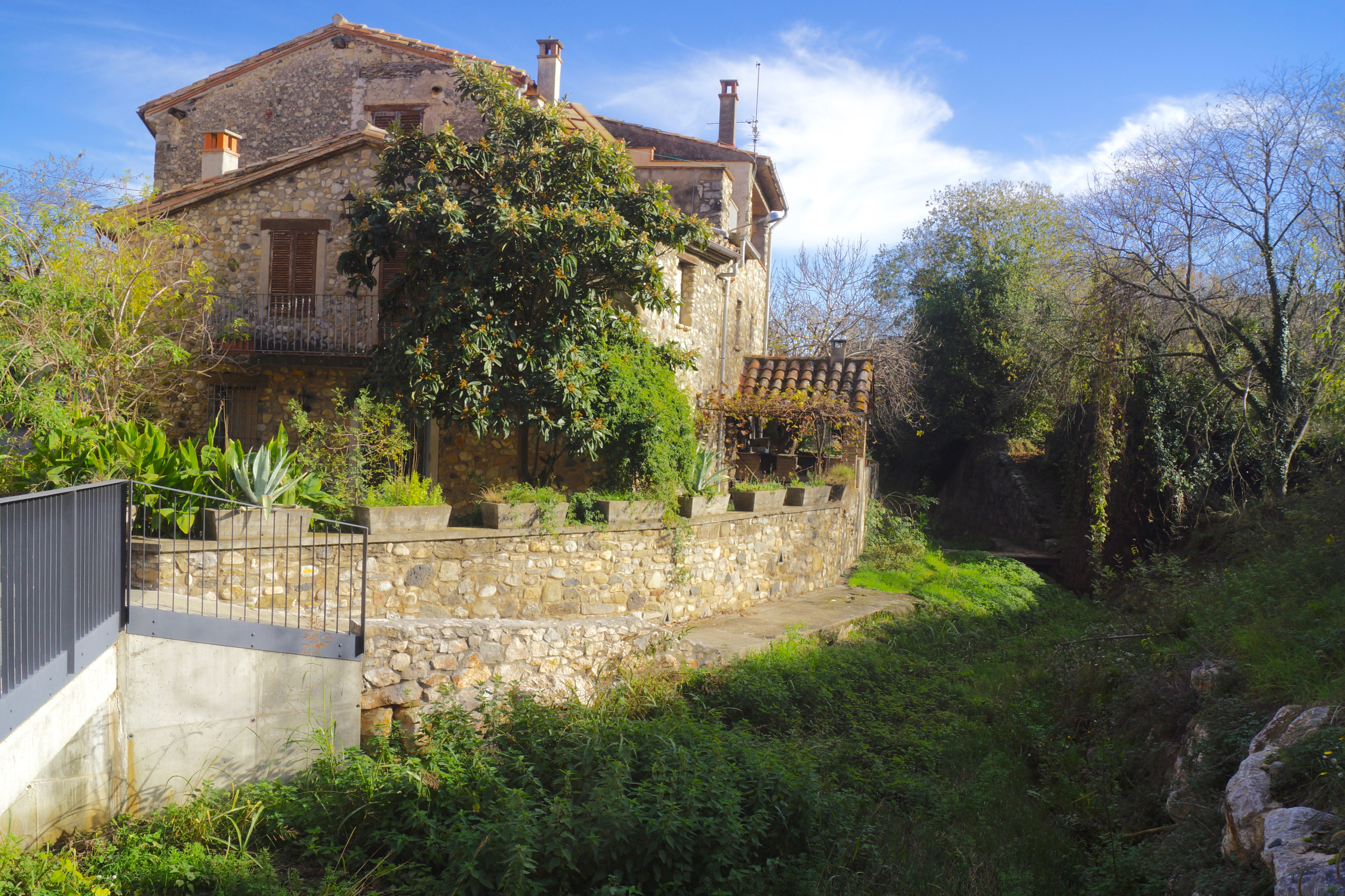
El torrent cap avall des del pont al Carrer Major d'Argelaguer

La vegetació de ribera es caracteritza per plantes autòctones (pollancres, freixes, salzes, oms, saücs i sanguinyols) i també les espècies invasores acàcia borda i de canya de sant Joan.
A Tortellà alimenta des del 1886 el safareig públic, restaurat el 2010. El 2011 es va inaugurar el nou pont del Carrer Major d'Argelaguer, més ample i sobretot més alt per tal de resoldre els problemes de trànsit causats durant les crescudes. Fa part d'un programa d'obres que es diu «El torrent del Vinyot estructura i ens cohesiona com poble».

## Afluents
- Torrent d'Oriols